# El Manzano, Spanien
El Manzano är en ort i Spanien.   Den ligger i provinsen Provincia de Salamanca och regionen Kastilien och Leon, i den centrala delen av landet, 230 km väster om huvudstaden Madrid. El Manzano ligger 779 meter över havet och antalet invånare är 107.
Terrängen runt El Manzano är platt, och sluttar norrut. Runt El Manzano är det mycket glesbefolkat, med 4 invånare per kvadratkilometer. Närmaste större samhälle är Fermoselle, 18,2 km nordväst om El Manzano. Trakten runt El Manzano består i huvudsak av gräsmarker.